# Кайрис, Стяпонас
Стяпонас Кайрис (лит. Steponas Kairys; 1878/1879—1964) — литовский инженер, политик-социал-демократ. Один из подписантов акта о независимости Литвы от 1918 года, вице-спикер Сейма Литовской Республики.

## Биография
Стяпонас Кайрис родился в деревне Ужунвежяй, возле Укмерге. Учился в сельской школе в Куркляй, прогимназии в Паланге и в Шавельской мужской гимназии.
Будучи студентом, опубликовал в 1906 году серию японоведческих статей («Japonija seniau ir dabar», «Japonų konstitucija» и др.). Это были первые работы такого плана, написанные на литовском языке.
В 1908 г. окончил с отличием Петербургский технологический институт, строил мосты Волго-Бугульминской железной дороги недалеко от Самары. Затем работал на Курской железной дороге. После возвращения в Литву в 1912 году работал над водопроводами и городской канализацией в Вильнюсе. С 1923 года преподавал в Каунасском Литовском университете (с 1930 года Университет Витовта Великого); ординарный профессор (1939). В 1940 году ему было присвоено звание почётного доктора.
С молодых лет занимался политикой: в 1900 году вступил в Социал-демократическую партию Литвы (ЛСДП), был избран в состав её центрального комитета. В 1905 году принял участие в обсуждениях Вильнюсского сейма как член его президиума. В 1907 году назначен секретарём литовской группы социал-демократической фракции Государственной Думы II созыва, в деятельности которой принимали участие Ф. Гудович, П. Кумелис, А. Купстас, А. Повилюс и В. Сташинский. Он занимался всей перепиской группы, писал речи для депутатов-литовцев. 17 июня 1907 участвовал в V съезде РСДРП в Лондоне, в августе того же года — в съезде ЛСДП в Кракове, где было согласовано слияние ППС в Литве и ЛСДП.
В 1917 году заседал в так называемой Виленской конференции, которая делегировала его в Тарибу. 16 февраля 1918 года вместе с девятнадцатью другими членами совета подписал Акт о независимости Литвы. После избрания Миндовга II королем Литвы, в знак протеста против нового устройства государства, отказался заседать в этом комитете.
В 1920 году избран членом Учредительного Сейма Литвы, позже был депутатом сеймов I, ІІ и ІІІ каденции (1922—1923, 1923—1926, 1926—1927). В результате того, что левоцентристские силы выиграли на выборах в мае 1926 года, был избран вице-спикером Сейма от Социал-демократической партии Литвы. После военного переворота 17 декабря 1926 года находился в оппозиции к режиму Антанаса Сметоны. В 1927 году просидел несколько месяцев в политической тюрьме.
В 1942 г. спас 11-летнюю еврейку из Вильнюсского гетто. В 1943 году стал председателем подпольного Верховного комитета освобождения Литвы („Vyriausiasis Lietuvos išlaisvinimo komitetas“, „VLIK“). В 1944 году эмигрировал сначала в Германию, затем в 1951 году США. 
Умер в Бруклине 16 декабря 1964 года.
После обретения Литвой независимости в 1991 году прах Кайриса перезахоронен на Пятрашюнском кладбище в Каунасе.